# NGC 1079
NGC 1079 (другие обозначения — ESO 416-13, MCG -5-7-17, IRAS02415-2913, PGC 10330) — галактика в созвездии Печь.
Этот объект входит в число перечисленных в оригинальной редакции «Нового общего каталога».
В галактике имеются прозрачные полосы пыли, в которых почти не происходит звёздообразование. Их ширина на изображениях меняется в зависимости от длины волны. Также в NGC 1079 есть спиральное кольцо, где идёт активное звёздообразование, расположенное в 1 килопарсеке от центра. На изображениях NGC 1079 в инфракрасном диапазоне виден короткий бар внутри внутреннего спирального кольца, который в плоскости галактики не перпендикулярен внешнему выступающему бару, что говорит о том, что между этим кольцом и баром существует крутящий момент.
Содержание нейтрального водорода в NGC 1079 на единицу (в светимости в синей области спектра) в три раза больше, чем у других спиральных галактик, её скорость вращения в два раза больше таковой у галактик с такой же светимостью, а также она имеет спиральные рукава с низкой поверхностной яркостью, исходящие из центра с высокой поверхностной яркостью, в котором преобладают старое звёздное население. Эти особенности могут быть понятны, если NGC 1079 испытывает дефицит звёзд и газа относительно динамической массы.
Галактика NGC 1079 входит в состав группы галактик NGC 1097. Помимо NGC 1079 в группу также входят NGC 1097, IC 1826, NGC 1097A, PGC 10479, ESO 416-32 и NGC 1097B.